# Encanto Park

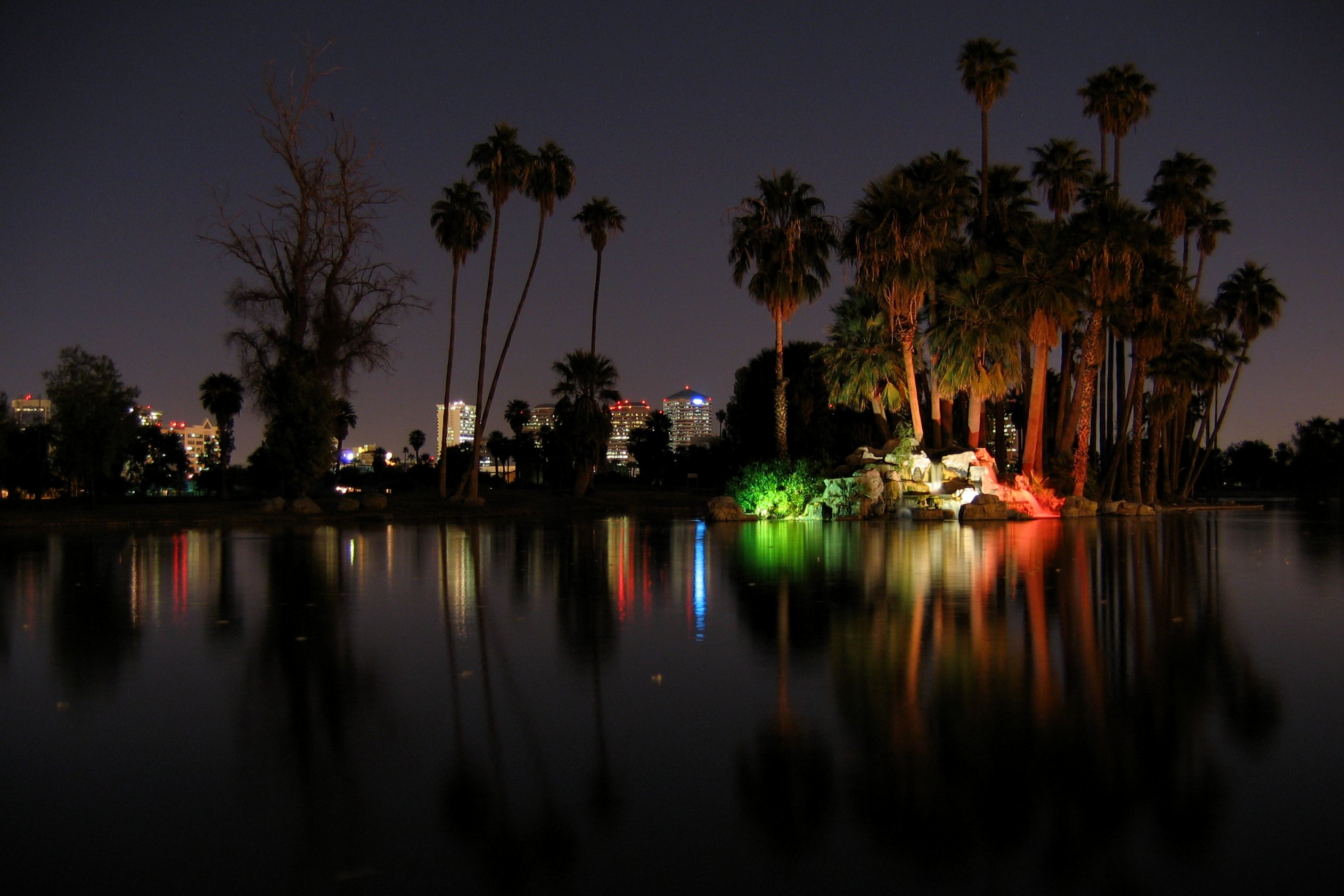
Encanto Park

Encanto Park is een stadspark in Phoenix, Arizona. Het park heeft een oppervlakte van 89,8 hectare, bestaande uit picknickgebieden, een meer, een botenhuis, zwembad, amusementspark, visgebied en twee golfbanen.
Een opmerkelijke attractie van Encanto Park is Enchanted Island, een amusementspark met onder andere achtbanen en een treintje om het park.